# Diocesi di Lansing
La diocesi di Lansing (in latino Dioecesis Lansingensis) è una sede della Chiesa cattolica negli Stati Uniti d'America suffraganea dell'arcidiocesi di Detroit. Nel 2023 contava 180.300 battezzati su 1.819.576 abitanti. È retta dal vescovo Earl Alfred Boyea.

## Territorio
La diocesi comprende 10 contee nella parte sud-orientale dello stato americano del Michigan: Clinton, Eaton, Genesee, Hillsdale, Ingham, Jackson, Lenawee, Livingston, Shiawassee e Washtenaw.
Sede vescovile è la città di Lansing, dove si trova la cattedrale di Santa Maria (St Mary Cathedral).
Il territorio si estende su 16.327 km² ed è suddiviso in 72 parrocchie.

## Storia
La diocesi è stata eretta il 22 maggio 1937 con la bolla Ecclesiarum in orbe di papa Pio XI, ricavandone il territorio dalla diocesi di Detroit (oggi arcidiocesi).
Il 19 dicembre 1970 ha ceduto una porzione del suo territorio a vantaggio dell'erezione della diocesi di Kalamazoo; contestualmente il proprio territorio è stato integrato con le contee di Lenawee e di Washtenaw, già appartenute all'arcidiocesi di Detroit.

## Cronotassi dei vescovi
Si omettono i periodi di sede vacante non superiori ai 2 anni o non storicamente accertati.
- Joseph Henry Albers † (4 agosto 1937 - 1º dicembre 1965 deceduto)
- Alexander Mieceslaus Zaleski † (1º dicembre 1965 - 16 maggio 1975 deceduto)
- Kenneth Joseph Povish † (8 ottobre 1975 - 7 novembre 1995 ritirato)
- Carl Frederick Mengeling † (7 novembre 1995 - 27 febbraio 2008 ritirato)
- Earl Alfred Boyea, dal 27 febbraio 2008

## Statistiche
La diocesi nel 2023 su una popolazione di 1.819.576 persone contava 180.300 battezzati, corrispondenti al 9,9% del totale.
| anno | popolazione | popolazione | popolazione | presbiteri | presbiteri | presbiteri | presbiteri                | diaconi | religiosi | religiosi | parrocchie |
| anno | battezzati  | totale      | %           | numero     | secolari   | regolari   | battezzati per presbitero | diaconi | uomini    | donne     | parrocchie |
| ---- | ----------- | ----------- | ----------- | ---------- | ---------- | ---------- | ------------------------- | ------- | --------- | --------- | ---------- |
| 1950 | 97.000      | 1.217.871   | 8,0         | 151        | 122        | 29         | 642                       |         | 26        | 663       | 91         |
| 1966 | 223.406     | 1.679.216   | 13,3        | 224        | 188        | 36         | 997                       |         | 35        | 855       | 96         |
| 1970 | 240.981     | 1.869.654   | 12,9        | 229        | 191        | 38         | 1.052                     |         | 67        | 739       | 96         |
| 1976 | 209.404     | 1.431.786   | 14,6        | 185        | 129        | 56         | 1.131                     | 5       | 81        | 304       | 81         |
| 1980 | 221.338     | 1.516.000   | 14,6        | 192        | 132        | 60         | 1.152                     | 8       | 68        | 256       | 93         |
| 1990 | 229.216     | 1.595.000   | 14,4        | 175        | 138        | 37         | 1.309                     | 43      | 47        | 504       | 91         |
| 1999 | 210.878     | 1.695.979   | 12,4        | 187        | 156        | 31         | 1.127                     | 56      | 13        | 410       | 95         |
| 2000 | 219.844     | 1.708.753   | 12,9        | 178        | 146        | 32         | 1.235                     | 53      | 45        | 468       | 95         |
| 2001 | 224.166     | 1.722.146   | 13,0        | 181        | 149        | 32         | 1.238                     | 74      | 44        | 462       | 95         |
| 2002 | 233.201     | 1.739.241   | 13,4        | 185        | 154        | 31         | 1.260                     | 73      | 47        | 488       | 95         |
| 2003 | 232.818     | 1.757.906   | 13,2        | 185        | 150        | 35         | 1.258                     | 68      | 44        | 460       | 95         |
| 2004 | 227.305     | 1.778.475   | 12,8        | 184        | 151        | 33         | 1.235                     | 79      | 40        | 456       | 95         |
| 2013 | 223.000     | 1.831.000   | 12,2        | 196        | 146        | 50         | 1.137                     | 104     | 52        | 381       | 84         |
| 2016 | 198.257     | 1.871.110   | 10,6        | 174        | 141        | 33         | 1.139                     | 128     | 36        | 418       | 81         |
| 2019 | 191.240     | 1.813.907   | 10,5        | 169        | 136        | 33         | 1.131                     | 142     | 36        | 408       | 74         |
| 2021 | 180.214     | 1.818.366   | 9,9         | 159        | 130        | 29         | 1.133                     | 137     | 31        | 303       | 72         |
| 2023 | 180.300     | 1.819.576   | 9,9         | 148        | 122        | 26         | 1.218                     | 113     | 27        | 328       | 72         |